# Sandy West
Sandy West (nata Pesavento; Long Beach, 10 luglio 1959 – San Dimas, 21 ottobre 2006) è stata una batterista e cantautrice statunitense.
Fu una delle fondatrici della hard rock band The Runaways.

## Biografia
Sandy West è nata a Long Beach, California. Quando aveva nove anni, suo nonno le comprò un kit di batteria, ed essendo una grande appassionata di musica rock & roll degli anni 1960 e 1970, ha iniziato a suonare immediatamente e regolarmente. Ha dimostrato di avere un talento naturale e divenne ben presto una batterista esperta. Morì prematuramente all'età di 47 anni dopo una lunga battaglia contro il cancro. Riposa nel Forest Lawn Memorial Park
Cypress, Orange County, California.

### The Runaways
Spinta dalla sua ambizione di fare musica professionalmente, ha cercato musicisti e contatti con l'industria musicale nel sud della California con l'idea di formare una rock band di sole ragazze. Nel 1975 ha incontrato il produttore Kim Fowley, che le diede il numero di telefono di un'altra giovane musicista della zona, la chitarrista Joan Jett. Quando Joan e Sandy si sono incontrate poco dopo (Joan prese un autobus fino a casa di Sandy per suonare un paio di canzoni) vi era molto feeling tra loro, e la nascita delle The Runaways è riconducibile a quel giorno. Le ragazze hanno suonato per Fowley, che accettò di aiutarle a trovare altri musicisti femminili per completare la band, in particolare Lita Ford e Cherie Currie.